# Pallacanestro Brindisi 1985-1986
La Pallacanestro Brindisi 1985-1986, sponsorizzata Rivestoni prende parte al campionato italiano di Serie A2 pallacanestro. Sedici squadre in un girone unico nazionale. La Pallacanestro Brindisi con 9V e 21P, 2711 p realizzati e 2925 subiti, giunge 16ª e ultima, retrocedendo così in Serie B

## Storia
Dopo tre anni lascia per la seconda volta la panchina il Coach brindisino Elio Pentassuglia per passare alla Mulat Napoli prenderà il suo posto Nico Messina ex Ignis Varese e che nell'ultima stagione ha allenato la Sebastiani Rieti.
Si trasferisce ma non di città anche un'altra colonna della Pallacanestro Brindisi, dopo 7 stagioni infatti Carmine Spinosa passa alla Parmalat Brindisi insieme ai giovani Alessandro Santoro e Francesco Scarlato. Di Salvatore e Tiberi passeranno alla Libertas Lecce e Stifani alla Amaro Lucano Matera. Nuovi arrivi sono Paolo Cocchia play-guardia proveniente dalla Mens Sana Siena e Alessandro Caruso ala proveniente da Barletta. Rientrano dal prestito Rocco Casalvieri e Giuseppe Cavaliere.
Nel corso della stagione gli stranieri Marty Byrnes per scelta tecnica e Tony Zeno per infortunio saranno sostituiti con il rientrante Jim Grady e l'ala tiratrice di 2,02 cm Dan Caldwell proveniente da Malaga in Spagna. Anche il Coach Nico Messina sarà esonerato a stagione in corso, il suo posto sarà preso dall'assistente Giovanni Rubino. Miglior marcatore della stagione sarà Dan Caldwell con 547 punti in 15 partite, seguito da Tony Zeno con 441 p. in 15 p. e Giuseppe Natali con 420 p. in 30 p. Nella Coppa Italia la Rivestoni sarà eliminata nei 16esimi di finale dalla Viola Reggio Calabria (91-74/81-102).

## Roster
| Pallacanestro Brindisi 1985/1986 | Pallacanestro Brindisi 1985/1986 |
| Giocatori                        | Staff tecnico                    |
| -------------------------------- | -------------------------------- |

| N. | Naz.                   | Ruolo | Nome               | Anno | Alt.   | Peso |  |
| -- | ---------------------- | ----- | ------------------ | ---- | ------ | ---- |  |
| 4  | Italia (bandiera)      | A     | Marco Martin       | 1964 | 202 cm |      |  |
| 5  | Italia (bandiera)      | P     | Mauro Procaccini   | 1961 | 178 cm |      |  |
| 6  | Italia (bandiera)      | P     | Maurizio Greco     | 1967 | 180 cm |      |  |
| 7  | Stati Uniti (bandiera) | A     | Marty Byrnes       | 1956 | 201 cm |      |  |
| 8  | Italia (bandiera)      | G     | Paolo Cocchia      | 1965 | 192 cm |      |  |
| 9  | Italia (bandiera)      | PG    | Alessandro Caruso  | 1963 | 190 cm |      |  |
| 10 | Italia (bandiera)      | C     | Giulio Dordei      | 1953 | 206 cm |      |  |
| 11 | Stati Uniti (bandiera) | AG    | Tony Zeno          | 1957 | 204 cm |      |  |
| 14 | Italia (bandiera)      | C     | Giuseppe Cavaliere | 1963 | 203 cm |      |  |
| 15 | Italia (bandiera)      | A     | Rocco Casalvieri   | 1965 | 203 cm |      |  |
| 16 | Italia (bandiera)      | C     | Giuseppe Natali () | 1961 | 205 cm |      |  |
| 18 | Stati Uniti (bandiera) | A     | Dan Caldwell       | 1959 | 202 cm |      |  |
| 19 | Stati Uniti (bandiera) | A     | Jim Grady          | 1956 | 203 cm |      |  |

| Allenatore                                                                  |
| - Nico Messina fino al 28 gennaio 1986, Giovanni Rubino dal 29 gennaio 1986 |
| Assistente/i                                                                |
| - Giovanni Rubino Legenda - (C) Capitano                                    |

## Risultati

### Stagione regolare
| Arbitri: | Baldini (Firenze) Montella (Napoli) |

|                                     |            |                               |
| Lawrence 28, Mayhew 26, Manzotti 18 | Punti      | Zeno 41, Byrnes 27, Natali 16 |
| Manzotti 5                          | Assist     | 2 Procaccini, Byrnes          |
| Lawrence 18                         | Rimbalzi   | 14 Zeno                       |
| Jim McGregor                        | Allenatori | Nico Messina                  |

| Arbitri: | Marotto (Torino) Ligabue (Milano) |

|                               |            |                                      |
| Zeno 42, Natali 20, Byrnes 17 | Punti      | Wright 37, Lorenzon 36, Tombolato 13 |
| Byrnes 3                      | Assist     | 4 Tombolato                          |
| Natali 9                      | Rimbalzi   | 10 Lorenzon                          |
| Nico Messina                  | Allenatori | Claudio Bardini                      |

| Arbitri: | Noara (Udine) Tallone (Busto Arsizio) |

|                                   |            |                               |
| Woods 33, Bryant 22, Cafarelli 18 | Punti      | Zeno 31, Caruso 16, Byrnes 15 |
| Sanesi 6                          | Assist     | 1 Procaccini, Natali          |
| Woods 19                          | Rimbalzi   | 12 Zeno                       |
| Giancarlo Asteo                   | Allenatori | Nico Messina                  |

| Arbitri: | Zeppilli (Roseto) Bellisari (Roseto) |

|                               |            |                                   |
| Zeno 31, Natali 18, Byrnes 13 | Punti      | Lockhart 20, Teso 13, Scarparo 10 |
| Procaccini, Byrnes 3          | Assist     | 2 Pressacco                       |
| Zeno 16                       | Rimbalzi   | 6 Paleari                         |
| Nico Messina                  | Allenatori | Gianni Asti                       |

| Arbitri: | Montella (Napoli) Baldini (Firenze) |

|                               |            |                                     |
| Zeno 32, Natali 22, Byrnes 18 | Punti      | Sonaglia 23, Landsberger 21, Bon 10 |
| Procaccini 4                  | Assist     | 3 Lardo                             |
| Zeno 16                       | Rimbalzi   | 9 Landsberger                       |
| Nico Messina                  | Allenatori | Ezio Cardaioli                      |

| Arbitri: | Marotto (Torino) Canova (Firenze) |

|                                    |            |                                   |
| Douglas J. 23, Gualco 22, Bucci 21 | Punti      | Zeno 25, Byrnes 23, Procaccini 14 |
| Bucci 5                            | Assist     | 1 Procaccini, Byrnes              |
| L. Douglas 11                      | Rimbalzi   | 13 Zeno                           |
| Andrea Sassoli                     | Allenatori | Nico Messina                      |

| Arbitri: | Paronelli (Gavirate) D'Este (Venezia) |

|                               |            |                                       |
| Zeno 37, Natali 24, Byrnes 19 | Punti      | Ebeling 28, Sangodeyi 16, Mandelli 15 |
| Procaccini 6                  | Assist     | 3 Valenti                             |
| Byrnes 9                      | Rimbalzi   | 14 Sangodeyi                          |
| Nico Messina                  | Allenatori | Gianni Zappi                          |

| Arbitri: | Marchis (Torino) Garibotti (Genova) |

|                                    |            |                               |
| Jackson 35, Bullara 19, Ardessi 15 | Punti      | Zeno 29, Natali 18, Byrnes 17 |
| Jackson 4                          | Assist     | 3 Procaccini                  |
| Jackson 13                         | Rimbalzi   | 9 Zeno                        |
| Waldi Medeot                       | Allenatori | Nico Messina                  |

| Arbitri: | Pinto (Roma) Grossi (Roma) |

|                    |            |                                     |
| Byrnes 31, Zeno 30 | Punti      | Fantozzi 29, Mc Namara 16, Tonut 16 |
| Procaccini 2       | Assist     | 5 Fantozzi                          |
| Zeno 10            | Rimbalzi   | 9 Carera                            |
| Nico Messina       | Allenatori | Alberto Bucci                       |

| Arbitri: | Pallonetto (Napoli) Di Lella (Roma) |

|                                         |            |                               |
| Valenti 19, Cornelius 15, Ceccarelli 12 | Punti      | Zeno 21, Caruso 18, Byrnes 12 |
| Ceccarelli, De Angelis 4                | Assist     | 2 Procaccini                  |
| Hackett 13                              | Rimbalzi   | 19 Zeno                       |
| Cesare Pancotto                         | Allenatori | Nico Messina                  |

| Arbitri: | Vitolo (Pisa) Duranti (Pisa) |

|                                   |            |                                |
| Zeno 32, Byrnes 19, Procaccini 12 | Punti      | Crow 33, Gaddy 25, Giumbini 11 |
| Procaccini, Byrnes 1              | Assist     | 1 Giumbini, Benevelli          |
| Zeno 15                           | Rimbalzi   | 13 Gaddy                       |
| Nico Messina                      | Allenatori | Paolo Di Fonzo                 |

| Arbitri: | Baronelli (Cantù) Casamassima (Cantù) |

|                                    |            |                                  |
| Kupec 32, Johnstone 16, Bechini 14 | Punti      | Zeno 29, Byrnes 27, Cavaliere 11 |
| Bosio 3                            | Assist     | 3 Procaccini                     |
| Johnstone 19                       | Rimbalzi   | 15 Zeno                          |
| Bruno Arrigoni                     | Allenatori | Nico Messina                     |

| Arbitri: | Gugliemi (Messina) Cagnazzo (Roma) |

|                                      |            |                                          |
| T. Zeno 28 M. Byrnes 19 M. Martin 11 | Punti      | 20 K. Orange 19 C. Hordges 17 G. Ponzoni |
| M. Byrnes 2                          | Assist     | 3 M. Zeno                                |
| T. Zeno 9                            | Rimbalzi   | 12 C. Hordges                            |
| Nico Messina                         | Allenatori | Marco Calamai                            |

| Arbitri: | Maurizi (Bologna) Pigozzi (Roma) |

|                                          |            |                                         |
| J. Devereaux 49 M.Brown 20 C. Polloni 14 | Punti      | 25 T. Zeno 23 G. Natali 12 M.Procaccini |
| C.Crippa 3                               | Assist     | 2 M. Byrnes                             |
| J. Devereaux 11                          | Rimbalzi   | 8 T. Zeno                               |
| Virginio Bernardi                        | Allenatori | Nico Messina                            |

| Arbitri: | Duranti (Pisa) Nelli (Firenze) |

|                                        |            |                                        |
| G. Natali 20 A. Caruso 20 M. Martin 15 | Punti      | 38 D. Dalipagic 24 F. Allen 11 M. Bini |
| J. Grady 3                             | Assist     | 2 G. Savio, F. Allen                   |
| G. Natali 14                           | Rimbalzi   | 14 F. Allen                            |
| Nico Messina                           | Allenatori | Tonino Zorzi                           |

| Arbitri: | Zanon (Venezia) Bollettini (Venezia) |

|                                             |            |                                         |
| J. Grady 24 M. Procaccini 20 D. Caldwell 17 | Punti      | D.Lawrence 18 S. Mayhew 14 G. Dordei 12 |
| M. Procaccini 3                             | Assist     | 2 L. Silvestrin                         |
| G. Natali, J. Grady, D. Caldwell 9          | Rimbalzi   | 14 D.Lawrence                           |
| Nico Messina                                | Allenatori | Giorgio Piselli                         |

| Arbitri: | Marotto (Torino) Canova (Garbagnate) |

|                                    |            |                                         |
| L.Wright 33 A. Milani 30 C. Kea 27 | Punti      | 40 D. Caldwell 21 G. Natali 11 J. Grady |
| L.Wright 5                         | Assist     | 5 J. Grady                              |
| C. Kea 15                          | Rimbalzi   | 6 G. Natali                             |
| Claudio Bardini                    | Allenatori | Nico Messina                            |

| Arbitri: | Tallone (Varese) Butti (Milano) |

|                                              |            |                                       |
| D. Caldwell 29 G. Natali 26 M. Procaccini 14 | Punti      | 52 J. Bryant 8 R. Woods 8 P. Scarnati |
| M. Procaccini 4                              | Assist     | 4 J. Bryant                           |
| J. Grady 14                                  | Rimbalzi   | 8 J. Bryant                           |
| Nico Messina                                 | Allenatori | Giancarlo Asteo                       |

| Arbitri: | Casamassima (Cantù) Stucchi (Milano) |

|                                           |            |                                          |
| D. Lockhart 20 S. Teso 13 P. Pressacco 13 | Punti      | 33 D. Caldwell 18 J. Grady 10 P. Cocchia |
| D. Lockhart, S. Lingenfelter 3            | Assist     | 5 M. Procaccini                          |
| D. Lockhart 11                            | Rimbalzi   | 10 J. Grady                              |
| Gianni Asti                               | Allenatori | Giovanni Rubino                          |

| Arbitri: | Gorlato (Udine) Nadalutti (Udine) |

|                                         |            |                                   |
| Sonaglia 36, Griffin 28, Landsberger 17 | Punti      | Caldwell 41, Natali 19, Martin 15 |
| Griffin, Lardo 3                        | Assist     | 3 Grady                           |
| Landsberger 11                          | Rimbalzi   | 10 J. Grady                       |
| Ezio Cardaioli                          | Allenatori | Giovanni Rubino                   |

| Arbitri: | Marchis (Torino) Bartolini (Grosseto) |

|                                              |            |                                         |
| D. Caldwell 40 M. Procaccini 16 G. Natali 15 | Punti      | 34 J. Douglas 18 L. Douglas 14 G. Bucci |
| M. Procaccini 4                              | Assist     | 3 J. Douglas                            |
| D. Caldwell 7                                | Rimbalzi   | 15 L. Douglas                           |
| Giovanni Rubino                              | Allenatori | Andrea Sassoli                          |

| Arbitri: | Pinto (Roma) Grossi (Roma) |

|                                     |            |                                      |
| Ebeling 44, Henderson 28, Giusti 18 | Punti      | Caldwell 32, Procaccini 20, Grady 17 |
| Henderson 4                         | Assist     |                                      |
| Ebeling 20                          | Rimbalzi   | 11 Caldwell                          |
| Rudy D'Amico                        | Allenatori | Giovanni Rubino                      |

| Arbitri: | Maurizzi (Bologna) Chilà (Reggio Calabria) |

|                                         |            |                                          |
| D. Caldwell 52 J. Grady 13 G. Natali 12 | Punti      | 31 B. Vroman 24 A. Ardessi 10 B. Jackson |
| M. Procaccini, J. Grady 3               | Assist     | 3 B. Vroman                              |
| D. Caldwell 15                          | Rimbalzi   | 14 B. Vroman                             |
| Giovanni Rubino                         | Allenatori | Waldi Medeot                             |

| Arbitri: | Grotti (Pineto) Zeppilli (Roseto) |

|                                      |            |                                      |
| Mc Namara 32, Restani 26,Fantozzi 21 | Punti      | Caldwell 43, Natali 12, Procaccini 8 |
| Fantozzi 6                           | Assist     | 1 Procaccini                         |
| Mc Namara 18                         | Rimbalzi   | 6 Grady                              |
| Alberto Bucci                        | Allenatori | Giovanni Rubino                      |

| Arbitri: | Gorlato (Udine) Cazzaro (Venezia) |

|                                  |            |                                      |
| Caldwell 43, Natali 19, Grady 14 | Punti      | Cornelius 20, Hackett 20, Valenti 18 |
| Grady 6                          | Assist     | 3 Valenti                            |
| Caldwell 13                      | Rimbalzi   | 10 Hackett                           |
| Giovanni Rubino                  | Allenatori | Cesare Pancotto                      |

| Arbitri: | Baldini (Firenze) Indrizzi (Trieste) |

|                              |            |                                  |
| Marcel 30, Gaddy 20, Boni 18 | Punti      | Caldwell 26, Natali 15, Grady 14 |
| Servadio 3                   | Assist     | 2 Procaccini                     |
| Boni 13                      | Rimbalzi   | 8 Caldwell                       |
| Paolo Di Fonzo               | Allenatori | Giovanni Rubino                  |

| Arbitri: | Marotto (Torino) Ligabue (Milano) |

|                                       |            |                                      |
| Caldwell 38, Procaccini 15, Natali 10 | Punti      | Johnstone 25, Bechini 23, Carraro 21 |
| Grady 3                               | Assist     | 3 Kupec                              |
| Natali, Caldwell 8                    | Rimbalzi   | 14 Johnstone                         |
| Giovanni Rubino                       | Allenatori | Bruno Arrigoni                       |

| Arbitri: | Pinto (Roma) Filipponi (Roma) |

|                                   |            |                                  |
| Orange 29, Hordges 26, Giroldi 21 | Punti      | Caldwell 34, Martin 19, Grady 16 |
| Giroldi, Zeno 3                   | Assist     |                                  |
| Orange 17                         | Rimbalzi   | 9 Caldwell                       |
| Marco Calamai                     | Allenatori | Giovanni Rubino                  |

| Arbitri: | Deganutti (Udine) Zanon (Venezia) |

|                                       |            |                                  |
| Caldwell 47, Natali 25, Procaccini 11 | Punti      | Deveraux 45, Crippa 19, Brown 14 |
| Procaccini, Grady 4                   | Assist     | 2 Deveraux                       |
| Caldwell 9                            | Rimbalzi   | 12 Deveraux                      |
| Giovanni Rubino                       | Allenatori | Virginio Bernardi                |

| Arbitri: | Butti (Milano) Nuara (Genova) |

|                                 |            |                                  |
| Dalipagic 41, Allen 23, Bini 19 | Punti      | Caldwell 35, Grady 14, Natali 12 |
| Dalipagic, Barbiero 6           | Assist     | 1 Procaccini                     |
| Allen 23                        | Rimbalzi   | 9 Grady                          |
| Tonino Zorzi                    | Allenatori | Giovanni Rubino                  |

### Coppa Italia

#### Sedicesimi Finale
| Arbitri: | Giordano (Napoli) Baldi (Napoli) |

|                               |       |                                       |
| Zeno 26, Natali 24, Byrnes 16 | Punti | Mentasti 16, Campanaro 16, Simeoli 14 |

| Arbitri: | Maggiori (Roma) Di Lella (Roma) |

|                                    |       |                            |
| Malovic 25, Mentasti 25, Hughes 24 | Punti | Zeno 30, Byrnes, Martin 15 |

### Statistiche di squadra
| Competizione | Punti | In casa | In casa | In casa | In casa | In casa | In trasferta | In trasferta | In trasferta | In trasferta | In trasferta | Totale | Totale | Totale | Totale | Totale | Totale |
| Competizione | Punti | G       | V       | P       | PF      | PS      | G            | V            | P            | PF           | PS           | G      | V      | P      | PF     | PS     | DIF    |
| ------------ | ----- | ------- | ------- | ------- | ------- | ------- | ------------ | ------------ | ------------ | ------------ | ------------ | ------ | ------ | ------ | ------ | ------ | ------ |
| Serie A/2    | 18    | 15      | 7       | 8       | 1355    | 1338    | 15           | 2            | 13           | 1356         | 1587         | 30     | 9      | 21     | 2711   | 2925   | -214   |
| Coppa Italia | 2     | 1       | 1       | 0       | 91      | 74      | 1            | 0            | 1            | 81           | 102          | 2      | 1      | 1      | 172    | 176    | -4     |
| Totale       | 20    | 16      | 8       | 8       | 1446    | 1412    | 16           | 2            | 14           | 1437         | 1689         | 32     | 10     | 22     | 2883   | 3101   | -218   |

### Statistiche dei giocatori
| Giocatore      | Generali | Generali | Generali | Generali | Falli | Falli | Tiri liberi | Tiri liberi | Tiri liberi | Tiri da due | Tiri da due | Tiri da due | Tiri da tre | Tiri da tre | Tiri da tre | Tiri Totale | Tiri Totale | Tiri Totale | Rimbalzi | Rimbalzi | Rimbalzi | Palle | Palle | Stoppate | Stoppate | Val    | Medie | Medie |
| Giocatore      | PG       | PTI      | MIN      | AS       | FF    | FS    | Rea         | Ten         | %           | Rea         | Ten         | %           | Rea         | Ten         | %           | Rea         | Ten         | %           | Dif      | Off      | Tot      | Per   | Rec   | Dat      | Sub      | Totale | Pun   | Val   |
| -------------- | -------- | -------- | -------- | -------- | ----- | ----- | ----------- | ----------- | ----------- | ----------- | ----------- | ----------- | ----------- | ----------- | ----------- | ----------- | ----------- | ----------- | -------- | -------- | -------- | ----- | ----- | -------- | -------- | ------ | ----- | ----- |
| D. Caldwell    | 15       | 547      | 576      | 6        | 48    | 138   | 128         | 155         | 82,6        | 199         | 321         | 62,0        | 7           | 15          | 46,7        | 206         | 336         | 61,3        | 78       | 54       | 132      | 47    | 46    | 5        | 4        | 618    | 36,5  | 41,2  |
| T. Zeno        | 15       | 443      | 542      | 7        | 56    | 79    | 62          | 82          | 75,6        | 159         | 283         | 56,2        | 21          | 50          | 42,0        | 180         | 333         | 54,1        | 128      | 44       | 172      | 52    | 36    | 8        | 8        | 456    | 29,5  | 30,4  |
| G. Natali      | 30       | 420      | 943      | 4        | 104   | 111   | 69          | 117         | 59,0        | 174         | 284         | 61,3        | 1           | 1           | 100,0       | 175         | 285         | 61,4        | 75       | 51       | 126      | 88    | 47    | 1        | 17       | 342    | 14,0  | 11,4  |
| M. Procaccini  | 30       | 309      | 1021     | 67       | 104   | 135   | 93          | 123         | 75,6        | 81          | 156         | 51,9        | 18          | 62          | 29,0        | 99          | 218         | 45,4        | 53       | 20       | 73       | 81    | 58    | 0        | 14       | 294    | 10,3  | 9,8   |
| M.Byrnes       | 14       | 267      | 550      | 28       | 43    | 68    | 46          | 58          | 79,3        | 67          | 143         | 46,9        | 29          | 61          | 47,5        | 96          | 204         | 47,1        | 52       | 40       | 92       | 35    | 30    | 7        | 5        | 289    | 19,1  | 20,6  |
| J.Grady        | 16       | 196      | 567      | 30       | 60    | 45    | 38          | 42          | 90,5        | 79          | 167         | 47,3        | 0           | 0           | 0,0         | 79          | 167         | 47,3        | 89       | 25       | 114      | 53    | 26    | 6        | 7        | 205    | 12,2  | 12,8  |
| M. Martin      | 30       | 168      | 507      | 5        | 81    | 53    | 39          | 50          | 78,0        | 48          | 96          | 50,0        | 11          | 43          | 25,6        | 59          | 139         | 42,4        | 42       | 17       | 59       | 38    | 30    | 3        | 4        | 104    | 5,6   | 3,5   |
| A. Caruso      | 26       | 162      | 377      | 3        | 61    | 31    | 24          | 34          | 70,6        | 42          | 97          | 43,3        | 18          | 39          | 46,2        | 60          | 136         | 44,1        | 17       | 15       | 32       | 33    | 16    | 1        | 9        | 56     | 6,2   | 2,2   |
| P. Cocchia     | 29       | 103      | 395      | 13       | 35    | 21    | 17          | 22          | 77,3        | 22          | 61          | 36,1        | 14          | 34          | 41,2        | 36          | 95          | 37,9        | 23       | 8        | 31       | 30    | 19    | 0        | 6        | 52     | 3,6   | 1,8   |
| G. Cavaliere   | 29       | 38       | 254      | 1        | 67    | 15    | 5           | 13          | 38,5        | 15          | 30          | 50,0        | 1           | 2           | 50,0        | 16          | 32          | 50,0        | 20       | 16       | 36       | 21    | 4     | 1        | 0        | -17    | 1,3   | -0,6  |
| R. Casalvieri  | 20       | 30       | 109      | 0        | 26    | 12    | 8           | 12          | 66,7        | 8           | 24          | 33,3        | 2           | 3           | 66,7        | 10          | 27          | 37,0        | 15       | 6        | 21       | 4     | 2     | 1        | 4        | 11     | 1,5   | 0,6   |
| G. Dordei      | 23       | 27       | 163      | 2        | 39    | 14    | 5           | 9           | 55,6        | 11          | 29          | 37,9        | 0           | 0           | 0,0         | 11          | 29          | 37,9        | 15       | 10       | 25       | 17    | 6     | 2        | 1        | -3     | 1,2   | 0,0   |
| M. Greco       | 18       | 1        | 20       | 1        | 3     | 4     | 1           | 2           | 50,0        | 0           | 2           | 0,0         | 0           | 1           | 0,0         | 0           | 3           | 0,0         | 1        | 0        | 1        | 1     | 1     | 0        | 0        | 0      | 0     | 0     |
| M. Quaranta    | 2        | 0        | 1        | 0        | 2     | 0     | 0           | 0           | 0,0         | 0           | 0           | 0,0         | 0           | 0           | 0,0         | 0           | 0           | 0,0         | 1        | 0        | 1        | 1     | 0     | 0        | 0        | -2     | 0     | -1    |
| Squadra        | 30       | 0        | 0        | 0        | 4     | 6     | 0           | 0           | 0           | 0           | 0           | 0           | 0           | 0           | 0           | 0           | 0           | 0           | 52       | 74       | 126      | 18    | 207   | 0        | 0        | 315    | 0     | 0     |
| TOTALE SQUADRA | 30       | 2711     | 6025     | 167      | 733   | 732   | 535         | 719         | 74,4        | 905         | 1693        | 53,5        | 122         | 311         | 39,2        | 1027        | 2004        | 51,2        | 661      | 380      | 1041     | 519   | 528   | 35       | 79       | 2720   | 90,4  | 90,7  |

## Fonti
La Gazzetta del Mezzogiorno edizione 1985-86, Superbasket edizione 1985-86